# Shaban Demiraj

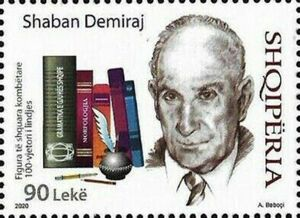
Demiraj auf einer albanischen Briefmarke von 2021

Shaban Demiraj (* 1920 in Vlora; † 30. August 2014 in Tirana) war ein albanischer Wissenschaftler der Fachbereiche Albanologie und Balkanologie. Er war Mitglied der Albanischen Akademie der Wissenschaften.

## Werke
Bücher
- Historia e gjuhës së shkruar shqipe. [= Die Geschichte der albanischen Schriftsprache]. Universitätsverlag Pristina, Pristina 1970
- Çështje të sistemit emëror të gjuhës shqipe. [= Probleme des albanischen Nominalsystems – with a summary in French]. Universitätsverlag Tirana. Mihal Duri, Tirana 1972
- Sistemi i lakimit në gjuhën shqipe. [= Das Deklinationssystem des Albanischen – with a summary in French]. Universitätsverlag Tirana. Mihal Duri, Tirana 1975; 275 pages.
- Morfologjia historike e gjuhës shqipe. Universitätsverlag Tirana. Mihal Duri, Tirana, Band I (1973), Band II (1976)
- Gramatikë historike e gjuhës shqipe. [= Historische Grammatik der albanischen Sprache – with a long summary in English]. Universitätsverlag Tirana. Mihal Duri, Tirana 1986
- Gjuha shqipe dhe historia e saj. [= Das Albanische und seine Geschichte – with a summary in English]. Universitätsverlag Tirana. Mihal Duri, Tirana 1988
- Eqrem Çabej. A monograph on the life and scientific contributions of the Albanian great linguist Eqrem Çabej (1908–1980). 8 Nëntori, Tirana 1990
- Historische Grammatik der albanischen Sprache. Österreichische Akademie der Wissenschaften. Schriften der Balkankommission. Verlag der Österreichischen Akademie der Wissenschaften, Wien 1993
- Gjuhësi ballkanike [= Balkanlinguistik]. Logos-A, Skopje 1994
  - Balkanska Linguistika. Logos-A, Skopje 1994
- Fonologjia historike e gjuhës shqipe. [= Historische Phonologie des Albanischen – with a summary in English]. Albanische Akademie der Wissenschaften, Tirana 1996
- La lingua albanese – origine, storia, strutture. Centro Editoriale e Librario, Universita degli Studi della Calabria, Rende 1997
- Prejardhja e shqiptarëve në dritën e dëshmive të gjuhës shqipe. [= Der Ursprung der Albaner im Licht des albanischen Sprachbeweises]. Albanische Akademie der Wissenschaften, Tirana 1999
- Gramatikë historike e gjuhës shqipe. Botim i ri i  përmbledhur. [= Historische Grammatik der albanischen Sprache – A new concice edition of the Albanian Academy of Sciences – with a summary in English]. Tirana 2002

Bücher als Mitverfasser
- De la question du neutre en albanais. In: Herman Ölberg: Akte des Internationalen Albanologischen Kolloquiums – Innsbruck 1972 – zum Gedächtnis an Norbert Jokl. Innsbruck 1977
- La place des determinatif en albanais, vue historiquement et en comparaison avec les langues romanes. In: Festschrift für Johannes Hubschmid zum 65. Geburtstag. Francke Verlag, Bern/München 1982
- About the origin of the possessive perfect in Albanian and in some other languages. In: Herman Ölberg u. a. (Hrsgg.): Sprachwissenschaftliche Forschungen. Festschrift für Johann Knobloch. Innsbruck 1985
- Miklosich’s main contribution in Albanology. In: Miklošiçev Zbornik. Obdoja 13. Slovenska Akademija Znanosti in Umetnosti, Laibach 1992
- La lingua albanese. In: Emanuele Banfi: La formazione dell’Europa linguistica. Le lingue d’Europa tra la fine del I e del II millenio. La nuova Italia, Florenz 1993
- Albanese. In: Anna Giacalone Ramat, Paolo Ramat: Le lingue indoeuropee. Il Mulino, Bologna 1993
- L’Albanais. In: Françoise Bader: Langues indo-europeennes. CNRS, Paris 1994
- Einführung sowie Verbal system of Albanien. In: Gramatika e gjuhës shqipe. (Grammar of the Albanian language). Albanische Akademie der Wissenschaften, Tirana 1995
- Kopitarjev Zbornik. Obdobja 15. Filozofska Fakulteta. Oddelek za slovanske jezike in književnosti. Laibach 1996

Artikel
- Emrat prejfoljorë asnjanës dhe togjet foljore të formuara me pjesëmarrjen e tyre. (= Neuter deverbative nouns as basis of some non-finite verbal forms in Albanian). In: Studime filologjike 1969/2, pp. 39–70.
- Habitorja dhe mosha e saj. (= The admirative mood, viewed diachronically). In: Studime filologjike 1971/3, S. 31–48.
- A propos de trois innovatios dans le système de déclinaison en albanais. In: Studime filologjike 1975/2, S. 87–93.
- Vendi i formave të patheksuara të përemrave vetorë në gjuhën shqipe dhe në disa gjuhë të tjera. (= The word order of the pronominal clitics in Albanian and in some other languages). In: Studime filologjike 1983/1, S. 3–18.
- Rreth rimarrjes së kundrinave në gjuhën shqipe. (= About the redoubling of the direct and indirect objects in Albanian). In: Studime filologjike 1983/3, S. 31–50.
- Rreth rimarrjes së kundrinave në gjuhët ballkanike. (= About the redoubling of the objects in the Balkan languages). In: Studime filologjike 1983/4, S. 27–45.
- Rreth diftongimit të /-o-/-së në gjuhën shqipe. (= About the diphthongization of the vowel /-o-/ in Albanian). In: Studime filologjike 1981/3, S. 5–19.
- Theksi në gjuhën shqipe (vështrim historik). (= The accent in Albanian, viewed diachronically). In: Studime filologjike 1984/2, S. 23–37.
- Rreth apofonisë në gjuhën shqipe. (= About the apophony in Albanian). In: Studime filologjike 1986/3, S. 129–142.
- Rreth emrit të Durrësit. (= About the place-name Durrës). In: Studime filologjike 1998/1–2, S. 27–42.
- Rreth çështjes së romanizimit në Gadishullin Ballkanik. [= Zum Romanisierungsprozess in der Balkanhalbinsel]. SH 1999/3–4. S. 7–19
- Rreth disa hidronimeve të lashta të Shqipërisë. [= Über einige alte Flussnamen von Albanien]. In: Studime filologjike 1999/3–4.
- A propos des innovations principales dans le système consonantique de l’albanais par rapport à l’indo-européen. in Studii ó i Cercet á ri Lingvistice. Bukarest 1997/1–4.
- Rreth disa bashkëpërkimeve midis mesapishtes dhe shqipes. (= On some coincidences between Messapic and Albanian). In: Studime filologjike 2000/3–4.
- Rreth disa ndihmesave të Milan Shuflajt në fushën e albanologjisë. [= Über den Beitrag von Milan Šufflay zur Albanologie]. In: Studime filologjike 2003/1–2.

| Personendaten    | Personendaten                                                |
| ---------------- | ------------------------------------------------------------ |
| NAME             | Demiraj, Shaban                                              |
| KURZBESCHREIBUNG | albanischer Forscher im Bereich Albanologie und Balkanologie |
| GEBURTSDATUM     | 1920                                                         |
| GEBURTSORT       | Vlora, Albanien                                              |
| STERBEDATUM      | 30. August 2014                                              |
| STERBEORT        | Tirana                                                       |